# Austroleptis atrata
Austroleptis atrata är en tvåvingeart som beskrevs av Akira Nagatomi 1987. Austroleptis atrata ingår i släktet Austroleptis och familjen Austroleptidae. Inga underarter finns listade i Catalogue of Life.